# Nipponocythere inornata
Nipponocythere inornata is een mosselkreeftjessoort uit de familie van de Loxoconchidae. De wetenschappelijke naam van de soort is voor het eerst geldig gepubliceerd in 1983 door Gou.